# Eye of Shiva
«Eye of Shiva» es el tercer sencillo de la banda de metal sinfónico sueca Therion.

## Canción
1. «Eye of Shiva» (Radio Edit)
2. «Birth of Venus Illegitima» (Radio Edit)
3. «The Rise of Sodom and Gomorrah»
4. «Eye of Shiva»

## Credits
See: Vovin.
- Datos: Q5422683